# Matthías Jochumsson
Matthías Jochumsson (11 novembre 1835 - 18 novembre 1920) est un pasteur islandais luthérien, poète, dramaturge et traducteur. Il est surtout connu pour sa poésie lyrique et pour avoir écrit l'hymne national de l'Islande, Lofsöngur, en 1874.

## Biographie
Il est né à Skógar à Þorskafjörður, au nord-ouest de l'Islande, dans une famille pauvre. Il étudie la Théologie, est ordonné prêtre et sert pendant plusieurs années comme pasteur à Oddi, dans le sud de l'Islande, et plus tard à Akureyri. Il travaille également comme éditeur de journal et instituteur. Dans ses opinions religieuses, Matthías penche vers l'unitarisme. Il fait quelques voyages sur le continent pour poursuivre ses études.
Ayant l'intention de devenir un homme d'affaires, il découvre sa passion pour les langues et la littérature. En plus de ses propres œuvres, qui comprennent de nombreux hymnes, il est un traducteur prolifique, en particulier de l'anglais et des langues scandinaves. Il traduit Hamlet, Macbeth, Othello et Roméo et Juliette de Shakespeare.
Sa comédie populaire, "Skugga-Sveinn", créée en 1860, est souvent saluée comme la première pièce de théâtre à succès d'Islande.
Il écrit « Lofsöngur » avec une musique de Sveinbjörn Sveinbjörnsson à Édimbourg, en Écosse en 1874.
Il meurt à Akureyri, où sa maison, Sigurhæðir (is), est aujourd'hui un musée consacré à sa vie et à son œuvre. Il est enterré à Akureyri.